# Omphaloceps
Omphaloceps is een geslacht van vlinders van de familie uilen (Noctuidae), uit de onderfamilie Agaristinae.

## Soorten
- O. daria (Druce, 1895)
- O. triangularis (Mabille, 1893)